# مدونة السير على الطرق (المغرب)
مدونة السير على الطرق في المغرب هي مجموعة من القوانين التي تنظم حركة المرور على الطرق العامة. ومن بين أهم الإضافات والمستجدات التي أتت بها المدونة تهم الميادين التالية: رخصة السياقة بالنقط، والغرامات التصالحية والجزافية، وتأهيل المراقبة الطرقية، والوقاية من الرشوة والحفاظ على حقوق المواطنين، ومراقبة السياقة تحت تأثير الكحول، والمسؤوليات والعقوبات السالبة للحرية في حالة وقوع الحوادث، والسياقة المهنية، وتأهيل المراقبة التقنية للمركبات، وتأهيل تعليم السياقة، وإحداث تداريب للتربية على السلامة الطرقية.

## تاريخ
تمثل النواقص المتعددة لقانون السير لسنة 1953 ونصوصه التطبيقية، وكذا التقدم التكنولوجي، وإرتفاع حجم حظيرة المركبات إضافة إلى النمو الديمغرافي الدوافع الرئيسية لاعتماد قانون جديد للسير. وقد استغرقت مسطرة المصادقة على القانون رقم 52.05 المتعلق بمدونة السير على الطرق ما يناهز 5 سنوات من المناقشة منها 3 سنوات بالبرلمان صاحبتها جولات للحوار الاجتماعي شملت جميع الشرائح المهنية من أرباب العمل والشغيلة بمختلف فروع النقل (النقل الداخلي والدولي للأشخاص والبضائع، النقل السياحي، نقل المستخدمين، النقل المدرسي، النقل القروي، النقل بواسطة سيارة الأجرة) والمهن المرتبطة بالسلامة الطرقية (المراقبة التقنية، تعليم السياقة، المركبون والخبراء وأرباب مركبات الإغاثة).
يعتبر القانون رقم 52.05 المتعلق بمدونة السير على الطرق، الذي دخل حيز التطبيق إبتداءاً من فاتح أكتوبر 2010، قانونا طموحا يترجم الإرادة الجماعية لكافة الفاعلين والمتدخلين ومكونات المجتمع المدني من أجل توفير الشروط الضرورية للمحافظة على أرواح المواطنين عند استعمالهم للطريق العمومية. كما يعد مبادرة وطنية حقيقية ودعامة أساسية للإستراتيجية الوطنية للسلامة الطرقية، تروم ترسيخ قيم مجتمعية أصيلة للمواطنة والتعايش والسلم الاجتماعي ضمن إطار قانوني عصري يضمن حق الأفراد والجماعات في الحياة وسلامة تنقلهم. إضافة إلى ذلك، تشكل مدونة السير على الطرق الرافعة الأساسية الضرورية لمواكبة الإصلاحات الجوهرية لقطاع النقل الطرقي والسلامة الطرقية، خصوصا وأنها وفرت الظروف الملائمة لإحداث نظام للسياقة المهنية، وتنظيم أوقات السياقة والراحة وتكريس مفهوم المسؤولية المشتركة بالقطاع، وتشديد العقوبات في حالة المخالفات المرتبطة بالزيادة في الحمولة وتجاوز عدد الركاب المسموح به.
في 18 يوليوز 2016، صدر ظهير شريف رقم 1.16.106 لتنفيذ القانون رقم 116.14 القاضي بتغيير وتتميم القانون 52.05 المتعلق بمدونة السير على الطرق، ومن أهم التعديلات والمستجدات التي جاء بها القانون رقم 116.14 هي إضافة صنف جديد من رخصة السياقة يحمل اسم AM، وضرورة الحصول على رخصة من صنف B لسياقة الدراجات ثلاثية العجلات بمحرك، وخفيفة بمحرك، والدراجات رباعية العجلات ثقيلة بمحرك، وضرورة التوفر على بطاقة السائق المهني بالنسبة لسائقي مركبات الإغاثة، كما تمت إضافة جنحة في جدول خصم النقط في حالة امتناع السائق عن الخضوع للرائز أو للتحققات الهادفة إلى إثبات الحالة الكحولية للسائق (خصم 6 نقط)، ومخالفة الاستعمال أو التحدث بالهاتف ممسوكا باليد أثناء السياقة أو أي جهاز آخر يقوم بوظائف الهاتف (خصم نقطة واحدة).
في 31 ماي 2018، صدر قرار لوزير التجهيز والنقل واللوجستيك والماء رقم 1673.18 بالجريدة الرسمية عدد 6680 بتاريخ 7 يونيو 2018، يحدد تعريفة التكوينين النظري والتطبيقي لتعليم السياقة، بالنسبة لجميع أصناف رخصة السياقة، ونموذج عقد التكوين بين المرشح ومؤسسة تعليم السياقة.

## رخصة السياقة

### تعريف رخصة السياقة
- لا يجوز لأي شخص أن يسوق مركبة ذات محرك أو مجموعة محركات على الطريق العمومية ما لم يكن حاصلاً على رخصة للسياقة سارية الصلاحية ومسلمة من قبل الإدارة، وتناسب صنف المركبة أو مجموعة المركبات التي يسوقها. وتبلغ مدة صلاحية رخصة السياقة في المغرب 10 سنوات.
- تتضمن رخصة السياقة: البيانات المتعلقة بهوية صاحبها وصورته الشخصية، والاسم الشخصي والعائلي، وتاريخ ومكان الإزدياد، ورقم البطاقة الوطنية للتعريف الإلكترونية، ورقم رخصة السياقة ومكان صدورها، وأصناف رخصة السياقة وتاريخ تسليم كل صنف.

### أصناف رخصة السياقة
| الأصناف | المركبات المسموح سياقتها | الشروط                                    |
| ------- | --- | ----------------------------------------- |
| AM      | > دراجة بمحرك > دراجة رباعية العجلات خفيفة بمحرك | أن لا يقل سن المترشح لهذا الصنف عن 14 سنة |
| A1      | > الدراجات النارية الخفيفة | أن لا يقل سن المترشح لهذا الصنف عن 16 سنة |
| A       | > الدراجات النارية | أن لا يقل سن المترشح لهذا الصنف عن 18 سنة |
| B       | > السيارات المعدة لنقل الأشخاص والمحتوية زيادة على مقعد السائق، على 8 مقاعد للجلوس على الأكثر > السيارات المعدة لنقل البضائع والتي لا يتجاوز وزنها الإجمالي المأذون به محملة 3500 كيلوغرام > المركبات الفلاحية ذات محرك والمركبات الغابوية ذات محرك وأريبات الأشغال العمومية ذات محرك والأريبات الخاصة ذات محرك التي لا يتجاوز وزنها الإجمالي المأذون به محملة 3500 كيلوغرام وذلك عند سيرها على الطريق العمومية > الدراجات ثلاثية العجلات بمحرك > الدراجات ثلاثية العجلات خفيفة بمحرك > الدراجات رباعية العجلات ثقيلة بمحرك | أن لا يقل سن المترشح لهذا الصنف عن 18 سنة |
| C       | > السيارات المعدة لنقل البضائع التي يتجاوز وزنها الإجمالي محملة 3500 كيلوغرام > المركبات الفلاحية ذات محرك والمركبات الغابوية ذات محرك وأريبات الأشغال العمومية ذات محرك والأريبات الخاصة ذات محرك التي يتجاوز وزنها الإجمالي المأذون به محملة 3500 كيلوغرام وذلك عند سيرها على الطريق العمومية | أن لا يقل سن المترشح لهذا الصنف عن 21 سنة |
| D       | > السيارات المعدة لنقل الأشخاص والمحتوية زيادة على مقعد السائق على أكثر من 8 مقاعد للجلوس أو ينقل على متنها أكثر من 8 أشخاص دون إحتساب السائق | أن لا يقل سن المترشح لهذا الصنف عن 21 سنة |
| E B     | > المركبات من الصنف B المقرونة بمقطورة يتجاوز وزنها الإجمالي محملة 750 كيلوغرام، وذلك إذا كان الوزن الإجمالي للمقطورة محملة يتجاوز وزن المركبة الجارة وهي فارغة أو إذا كان مجموع الوزن الإجمالي مع الحمولة للمركبة الجارة وللمقطورة معا يتجاوز 3500 كيلوغرام | أن لا يقل سن المترشح لهذا الصنف عن 18 سنة |
| E C     | > مجموعة مركبات مقرونة بعضها ببعض من ضمنها مركبة جارة تندرج في صنف C ومقرونة بمقطورة يتجاوز وزنها الإجمالي محملة 750 كيلوغرام | أن لا يقل سن المترشح لهذا الصنف عن 21 سنة |
| E D     | > مجموعة مركبات مقرونة بعضها ببعض من ضمنها مركبة جارة تندرج في صنف D ومقرونة بمقطورة يتجاوز وزنها الإجمالي محملة 750 كيلوغرام | أن لا يقل سن المترشح لهذا الصنف عن 21 سنة |

- السائقون الذين يتوفرون على رخصة السياقة من الصنف A معفيون من الحصول على رخصة السياقة من الصنف A1 و AM

- السائقون الذين يتوفرون على رخصة السياقة من الصنف B أو من الصنف A1 معفيون من الحصول على رخصة السياقة من الصنف AM
- السائقون الذين يتوفرون على رخصة السياقة من الصنف EC أو ED معفيون من الحصول على رخصة السياقة من الصنف EB شريطة أن يكون صاحب الرخصة حاصلاً على رخصة السياقة من الصنف B

### التعريفة
حسب قرار لوزير التجهيز والنقل واللوجستيك والماء رقم 1673.18، الصادر في 31 ماي 2018:
| الصنف   | الصنف           | تعريفة ساعة التكوين النظري | تعريفة ساعة التكوين التطبيقي | التعريفة  | الضريبة | الخرينة العامة | الفحص الطبي | المجموع  |
| ------- | --------------- | -------------------------- | ---------------------------- | --------- | ------- | -------------- | ----------- | -------- |
| AM      | أ (م)           | 42 درهم                    | --                           | 840 درهم  |         |                | 150 درهم    |          |
| A و A1  | أ وأ (1)        | 42 درهم                    | 63 درهم                      | 2100 درهم | 450درهم | 600 درهم       | 150 درهم    | 3270درهم |
| B و EB  | ب وهـ (ب)       | 38 درهم                    | 75 درهم                      | 2250 درهم | 450درهم | 700 درهم       | 150 درهم    | 3550درهم |
| C و D   | ج ود            | 53 درهم                    | 103 درهم                     | 4150 درهم | 830درهم | 600 درهم       | 150 درهم    | 5730درهم |
| EC و ED | هـ (ج) و هـ (د) | 61 درهم                    | 111 درهم                     | 4550 درهم | 890درهم | 600 درهم       | 150 درهم    | 6090درهم |

- يجب أن لا يقل عدد ساعات التكوين النظري عن 20 ساعة بالنسبة لجميع أصناف رخص السياقة.
- يجب أن لا يقل عدد ساعات التكوين التطبيقي عن 20 ساعة بالنسبة للأصناف A1 و A و B و EB و30 ساعة للأصناف الثقيلة.

### النقط في رخصة السياقة
تتوفر رخصة السياقة على رصيد 20 نقطة خلال الفترة الاختبارية والمحددة في سنتين تبتدئ من تاريخ تسليمها و30 نقطة عندما تصبح هذه الرخصة نهائية، ولا يتم خصم النقط من قبل أعوان المراقبة، بل من طرف المصالح المختصة لوزارة التجهيز والنقل واللوجستيك والماء بشكل أوتوماتيكي بواسطة النظام المعلوماتي المستعمل لهذه الغاية، ويكون هذا الخصم بناءاً على:
- المقرر القضائي النهائي الصادر عن المحكمة المختصة
- الوثيقة التي تشهد بحل المخالفة بشكل حبي عن طريق أداء مبلغ الغرامة الجزافية والتصالحية

وتقوم المصالح المختصة لوزارة التجهيز والنقل واللوجستيك والماء بالزيادة في رصيد رخصة السياقة دون تجاوز الحد الأقصى المخصص لرخصة السياقة وفق الكيفيات التالية:
- 4 نقط إذا خضع السائق لدورة في التربية على السلامة الطرقية، وتلقن الدورات في التربية على السلامة الطرقية من قبل مؤسسات مرخص لها بناء على دفتر تحملات معد لهذا الغرض
- 4 نقط إذا لم يرتكب السائق مخالفة معاقب عليها بخصم النقط خلال مدة سنة
- إذا كان للسائق رصيد يقل عن 8 نقط، ولم يرتكب خلال مدة سنتين مخالفة معاقب عليها بخصم النقط، يرفع هذا الرصيد إلى 12 نقطة
- يسترجع السائق مجموع الرصيد (30 نقطة) إذا لم يرتكب السائق مخالفة معاقب عليها بخصم النقط خلال مدة ثلاث سنوات

### الغرامات

طبقا للمادة 222 من القانون رقم 52.05 المتعلق بمدونة السير على الطرق يجب أداء الغرامة في أجل مدته 30 يوم كاملة تبتدئ من اليوم الموالي ليوم تبليغ الإشعار بالمخالفة. كما أن أداء الغرامة يعد إعترافا بإرتكاب المخالفة و قد يترتب عليه بقوة القانون تخفيض رصيد النقط: نقطتين: عند تجاوز السرعة بما يفوق 20 إلى اقل من 30 كلم/س و4 نقاط: عند تجاوز السرعة بما يفوق 30 إلى أقل من 50 كلم/س

يتم تخفيض مبلغ الغرامة إذا قام السائق بالدفع فوراً أو داخل أجل 24 ساعة أو داخل أجل أسبوعين، على الشكل التالي:
| المخالفات                  | مبلغ الغرامة | في حالة أداء مبلغ المخالفة فوراً أو داخل أجل 24 ساعة من اليوم الموالي لتبليغ الإشعار | في حالة أداء مبلغ المخالفة داخل أجل أسبوعين من اليوم الموالي لتبليغ الإشعار |
| -------------------------- | ------------ | ----------------------------------------------------------------------------------- | --------------------------------------------------------------------------- |
| المخالفة من الدرجة الأولى  | 700 درهم     | 400 درهم                                                                            | 500 درهم                                                                    |
| المخالفة من الدرجة الثانية | 500 درهم     | 300 درهم                                                                            | 350 درهم                                                                    |
| المخالفة من الدرجة الثالثة | 300 درهم     | 150 درهم                                                                            | 200 درهم                                                                    |

### المخالفات والجنح
في المادة 99 من القانون رقم 52.05 والمتعلق بمدونة السير على الطرق، تم تحديد المخالفات والجنح الموجبة لخصم النقط، وعدد النقط التي يجب سحبها بحسب خطورة المخالفات والجنح على الشكل التالي:
| الجنح          | |                        |              |
| الرقم الترتيبي | المخالفات | عدد النقط الواجب خصمها | مبلغ الغرامة |
| -------------- | --- | ---------------------- | ------------ |
| 1              | القتل غير العمدي مع ظروف التشديد إثر حادثة سير (ما لم يتقرر إلغاء رخصة السياقة) | 14                     |              |
| 2              | القتل غير العمدي بدون ظروف التشديد إثر حادثة سير | 6                      |              |
| 3              | الجروح غير العمدية المؤدية إلى عاهة دائمة مع ظروف التشديد إثر حادثة سير (ما لم يتقرر إلغاء رخصة السياقة)                                                                                | 10                     |              |
| 4              | الجروح غير العمدية المؤدية إلى عاهة دائمة بدون ظروف التشديد إثر حادثة سير | 4                      |              |
| 5              | الجروح غير العمدية مع ظروف التشديد إثر حادثة سير | 6                      |              |
| 6              | الجروح غير العمدية بدون ظروف التشديد إثر حادثة سير | 3                      |              |
| 7              | سياقة مركبة تحت تأثير الكحول أو تحت تأثير المواد المخدرة رفض الخضوع للرائز أو للتحققات أو لاختبارات الكشف                                                                               | 6                      |              |
| 8              | سياقة مركبة تحت تأثير الأدوية التي تحظر السياقة بعد تناولها | 2                      |              |
| 9              | محاولة التملص من المسؤولية بعدم التوقف بعد إرتكاب حادثة سير أو التسبب فيها أو بالفرار أو بتغيير حالة مكان الحادثة أو بأية وسيلة أخرى                                                    | 6                      |              |
| 10             | سياقة مركبة تتطلب سياقتها الحصول على رخصة السياقة بالرغم من توقيف إداري أو قضائي لرخصة السياقة                                                                                          | 4                      |              |
| 11             | سياقة مركبة تتطلب سياقتها الحصول على رخصة السياقة أثناء مدة الإحتفاظ برخصة السياقة | 4                      |              |
| 12             | عدم إيداع رخصة سياقة تقرر توقيفها | 4                      |              |
| 13             | السائق الذي وجه إليه الأمر بالتوقف وإمتنع عن تنفيذه أو لم يحترم الأمر بتوقيف المركبة أو رفض سياقة مركبته أو العمل على سياقتها إلى المحجز أو رفض الإمتثال للأوامر القانونية الصادرة إليه | 2                      |              |
| 14             | السياقة بصفة مهنية دون التوفر على بطاقة السائق المهني | 2                      |              |
| 15             | تجاوز السرعة القصوى المسموح بها بما يعادل 50 كلم في الساعة أو أكثر | 6                      |              |
| 16             | الرجوع إلى الخلف في طريق سيار أو في طريق سريع أو نصف دورة في نفس الطريق مع عبور الشريط المركزي الفاصل بين القارعتين                                                                     | 3                      | 300 درهم     |
| 17             | السير في الطريق السيار أو الطريق السريع في الإتجاه المعاكس للسير | 4                      | 300 درهم     |
| 18             | تجاوز الوزن المأذون به عند المرور بإحدى منشآت العبور | 4                      |              |
| المخالفات      | |                        |              |
| الرقم الترتيبي | ترتيب المخالفات حسب الدرجة | عدد النقط الواجب خصمها |              |
| 19             | عدم إحترام سائق المركبة للوقوف المفروض بعلامة قف أو بإشارة الضوء الأحمر | 4                      | 700 درهم     |
| 20             | تجاوز السرعة المسموح بها بما يفوق 30 كلم في الساعة ويقل عن 50 كلم في الساعة | 4                      | 700 درهم     |
| 21             | السير في الإتجاه الممنوع | 4                      | 700 درهم     |
| 22             | عدم إحترام حق الأسبقية | 2                      | 500 درهم     |
| 23             | التجاوز غير القانوني | 4                      | 700 درهم     |
| 24             | سير مركبة على الطريق العمومية ليلاً دون إنارة خارج التجمعات العمرانية | 3                      | 700 درهم     |
| 25             | سياقة مركبة دون التوفر على شهادة المراقبة التقنية | 3                      | 700 درهم     |
| 26             | السير على شريط التوقف العاجل أو التوقف غير المبرر بطريق سيار | 3                      | 500 درهم     |
| 27             | وقوف أو توقف مركبة بقارعة ليست فيها إنارة عمومية ليلاً أو عند عدم كفاية الرؤية وذلك دون إنارة أو دون تشوير                                                                               | 3                      | 300 درهم     |
| 28             | تجاوز السرعة المسموح بها بما يفوق 20 كلم في الساعة ولا يتجاوز 30 كلم في الساعة | 2                      | 500 درهم     |
| 29             | سياقة الدراجات النارية أو الدراجات ثلاثية العجلات بمحرك أو الدراجات رباعية العجلات بمحرك التي لا تتوفر على هيكل دون استعمال خوذة معتمدة                                                 | 2                      | 300 درهم     |
| 30             | عدم إحترام إجبارية استعمال حزام السلامة | 1                      | 500 درهم     |
| 31             | إركاب طفل تقل سنه عن 10 سنوات بالمقاعد الأمامية للمركبة | 1                      | 500 درهم     |
| 32             | الاستعمال أو التحدث بالهاتف ممسوكا باليد أثناء السياقة أو أي جهاز آخر يقوم بوظائف الهاتف                                                                                                | 1                      | 500 درهم     |

## السياقة المهنية
يجب الحصول على بطاقة السائق المهني لقيادة المركبات التالية:
- مركبات يتجاوز وزنها الإجمالي مع الحمولة 3500 كيلوغرام لنقل البضائع لحساب الغير أو للحساب الخاص
- مركبات النقل العمومي للأشخاص.[7]
- المركبات التي تستلزم سياقتها رخصة السياقة من الصنف D أو E D لنقل المستخدمين والنقل المدرسي
- سيارات الأجرة من الصنفين الأول والثاني
- حافلات النقل الحضري
- مركبات الإغاثة